# Thomas Kier
Ernst Thomas Kier (* 10. Dezember 1869 in Hamburg; † 9. Januar 1927) war ein deutscher Kapitän der Hamburg-Amerika Linie. Später wurde er vom 17. November 1913 bis 1919 und von 1923 bis zu seinem Tod Kommodore der Hamburg-Amerika Linie.

## Leben
Thomas Kier, Sohn eines Kapitäns, heuerte am 5. Mai 1886 als Schiffsjunge an. Nachdem er 1889 Matrose geworden war, wurde er 1893, nachdem er 1892 das Steuermannexamen bestanden hatte, Schiffsoffizier bei der Deutsche Dampfschiff-Reederei (Kingsin-Linie). Ab 1897 war er Kapitän. Er trat nach der Fusion der Hapag mit der Deutsche Dampfschiff-Reederei (Kingsin-Linie) 1898 in das Unternehmen ein. Am 23. Juni 1898 wurde er Zweiter Offizier auf der Silesia. Später wurde er auf dem Schiff Erster Offizier. Es folgten in gleicher Position seine Kommandierung auf die Fürst Bismarck, Pennsylvania, Deutschland und Rhenania, Schwesterschiff der Thessalia. Am 4. August 1905 wurde er Kapitän des kleinen Dampfers Virgo. Es folgten die Liberia, Thessalia, Sieglinde (1905), Christiania (1890 ex Baumwall), Hispania (1890 ex Wandrahm) und Venetia (1890 ex Amazonas ex Rio Gallegos). Er war auch Kapitän des Exkursionsschiffes Meteor und des Weltreisedampfers Cleveland.
Ab 17. November 1913 war der zum gleichen Zeitpunkt zum Kommodore ernannte Kapitän Kier Kommandant der Imperator, das damals größte Schiff der Welt, was er bis Kriegsbeginn führte. Seine letzte Reise unter der HAPAG-Flagge unternahm der Imperator am 8. Juli 1914. Er wurde nach der Rückkehr in Hamburg wegen des Kriegsausbruchs aufgelegt. 1918 wurde er Kommandant der kleinen Karlsruhe. Nach der Übergabe ein Teil der HAPAG-Schiffe an die Entente-Mächte, war Kier ohne Anstellung, wurde dann aber als mit einer der ersten Kapitäne wieder eingestellt.
Nach einer Generalüberholung der Deutschland, bei der zwei der vier Schornsteine entfernt wurden, trat das Schiff im Oktober 1921 seine erste Reise als Auswandererschiff unter dem Namen Hansa und dem Kommando von Kommodore Kier an. Da die USA bald darauf die Einwanderung begrenzten, erwies sich dieses Geschäft als nicht mehr profitabel. Kier übernahm das Kommando über die neu in Dienst gestellte Albert Ballin. Die Albert Ballin trat am 5. Juli 1923 unter seinem Kommando ihre Jungfernfahrt von Hamburg nach New York an. Sie war der erste Schiffsneubau der Hapag nach dem Ersten Weltkrieg für den Passagierverkehr. Bis 1926 war er Kommandant des Schiffes. Nachdem die Hamburg am 27. März 1926 in Dienst gestellt worden war, begann am 9. April 1926 unter seinem Kommando die Jungfernfahrt nach New York. Bis Mitte des Jahres blieb er Schiffskommandant. Am 24. August 1926 nahm die Reliance unter dem beim amerikanischen Publikum eingeführten Namen für die Hapag unter dem Kommando Kier den Dienst auf der Strecke Hamburg – Southampton – Cherbourg – New York wieder auf. Am 2. September 1926 wurde New York erreicht.
Nach seinem Tod 1927 wurde über mehrere Jahre kein Kommodore mehr ernannt. Erst 1933 wurde mit Paul Wiehr wieder ein Kommodore eingesetzt.
Kier war verheiratet und hatte ein Sohn und zwei Töchter. 